# Kolonizacja
Kolonizacja – osadzenie mieszkańców i tworzenie osad na terenach słabo zaludnionych lub niezamieszkanych.
Rodzaje kolonizacji ze względu na pochodzenie osadników:
- wewnętrzna – przeprowadzana w ramach jednego państwa (jednego obszaru etnicznego);
- zewnętrzna – osadnicy pochodzą z terenu innych państw (obszarów etnicznych);

Rodzaje kolonizacji ze względu na sposób przeprowadzenia:
- samorzutna (np. zajmowanie terenów puszczańskich przez zbiegłych chłopów);
- kierowana (np. ściąganie osadników do Ameryki w końcu XV w.);
- planowana (np. kolonizacja józefińska w Europie w końcu XVIII w.).

Odrębnym pojęciem, zawierającym jednakże elementy kolonizacji jest kolonializm, polegający na zakładaniu ośrodków handlowych i wytwórczych oraz baz wojskowych na już zasiedlonych terenach poza obszarem własnego państwa.